# Allapoderus opacus
Allapoderus opacus es una especie de coleóptero de la familia Attelabidae.

## Distribución geográfica
Habita en Birmania.